# ناتالي بريس
ناتالي بريس (بالإنجليزية: Natalie Press)‏ (و. 1980 – م) هي ممثلة من المملكة المتحدة . ولدت في لندن.

## روابط خارجية
- ناتالي بريس على موقع IMDb (الإنجليزية)
- ناتالي بريس على موقع ألو سيني (الفرنسية)
- ناتالي بريس على موقع ألو سيني (الفرنسية)
- ناتالي بريس على موقع أول موفي (الإنجليزية)
- ناتالي بريس على موقع قاعدة بيانات الأفلام السويدية (السويدية)
- ناتالي بريس على موقع قاعدة بيانات الفيلم (الإنجليزية)
- ناتالي بريس على موقع كينوبويسك (الروسية)